# Cathédrale de Mren
La cathédrale de Mren est un édifice religieux situé dans la ville abandonnée de Mren, dans la région de Kars en Turquie, près de la frontière avec l'Arménie. Elle est typique de l'architecture arménienne, présentant la structure d'une basilique à dôme.
Cette cathédrale fut probablement construite entre 631 et 639, d'après une inscription retrouvée sur la façade ouest et les caractéristiques architecturales du bâtiment, probablement bâtie par Davith Saharouni ou son prédécesseur Mejēj II Gnouni. Cette région de l'Arménie venait alors d'être reconquise par Héraclius, l'empereur byzantin, la cathédrale ayant célébré son entrée dans Jérusalem vers 630. 
La région de Mren a régulièrement été exposée à diverses invasions et la ville de Mren semble être abandonnée vers le XIVe ou XVe siècle. Au XIXe siècle, la région est conquise par l'Empire de Russie. La cathédrale est alors abandonnée et fait l'objet des premières recherches scientifiques et archéologiques. Depuis, elle a connu de sévères dégradations en raison de l'effondrement de plusieurs pans de murs.

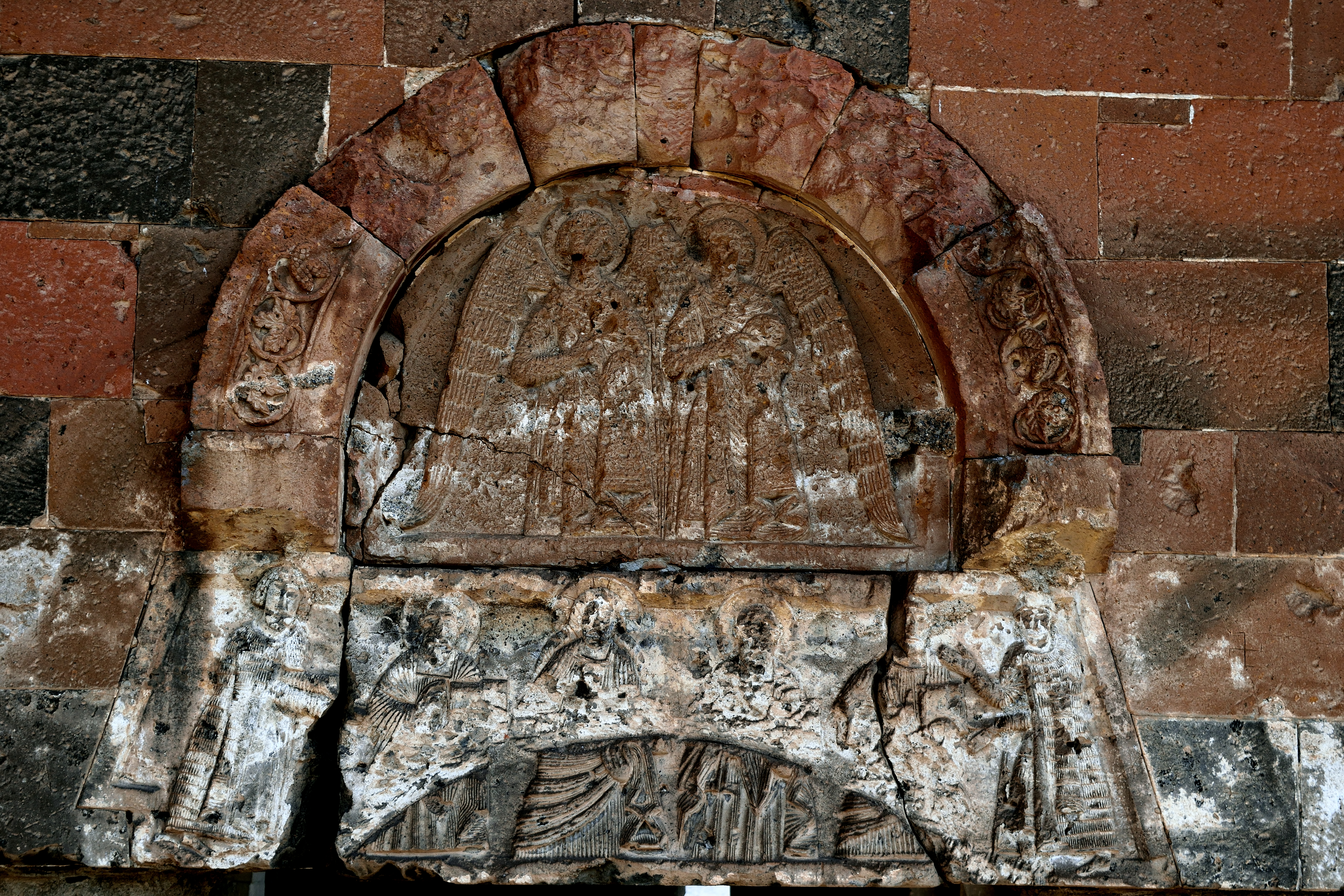
Tympan de l’entrée latérale gauche

### Sources
- (en) Christina Maranci, « New Observations of the Frescoes at Mren », Revue des études arméniennes, vol. 35,‎ 2013, p. 203-225
- Michel Thierry et Nicole Thierry, « La Cathédrale de Mren et sa décoration », Cahiers archéologiques, vol. 21,‎ 1935, p. 43-77
- (en) « The Domed Basilica Church at Mren », Armenian Architecture - VirtualANI, 24 mars 2013 (consulté le 11 avril 2020)